# TT206
La tombe thébaine TT 206 est située à El-Khokha, dans la nécropole thébaine, sur la rive ouest du Nil, face à Louxor en Égypte.
C'est la sépulture d'Inpou-em-heb (Jnp.w-m-hb), scribe de la Place de Vérité, datant des XIXe/XXe dynasties.